# Нижнее Мочагино
Нижнее Мочагино — деревня в Слободском районе Кировской области в составе Светозаревского сельского поселения.

## География
Находится на расстоянии примерно 12 км по прямой на восток от районного центра города Слободской.

## История
Известна с 1662 года как погост Нижний Мочагин с 2 дворами. В 1873 году в ней (тогда деревня Нижнемочагинская) было учтено дворов 15 и жителей 183, в 1905 24 и 240, в 1926 51 и 344 (все удмурты), в 1950 44 и 194 соответственно. В 1989 году оставалось 93 жителя. Современное название закрепилось с 1939 года. 

## Население
Постоянное население  составляло 89 человек (удмурты 88%) в 2002 году, 63 в 2010.